# Aeroportul Parker County
Aeroportul Parker County (IATA: WEA, ICAO: KWEA, FAA LID: WEA) este un aeroport din Comitatul Parker, Texas, Texas, Statele Unite ale Americii.
Situat la o altitudine de 302 m, aeroportul dispune de 1 pistă.

## Infrastructură

### Piste
Aeroportul dispune de o singură pistă. Pista 17/35 are suprafața de asfalt și dimensiunile 2.892 picioare × 40 picioare. 